# Сейнт Луис Сити СК
Сейнт Луис Сити Сокър Клъб е футболен отбор от гр. Сейнт Луис, щата Мисури, САЩ, основан през 2019 г. Играе в западната конференция на МЛС от 2023 година.
През 2007 година Сейнт Луис е разглеждан като възможен кандидат за преместване на Реал Солт Лейк от Санди, Юта, след като основателят на клуба обявява, че ще продаде франчайза, ако не бъде построен нов стадион. Потенциалната група за собственост в Сейнт Луис е ръководена от Джеф Купър, местен адвокат. През 2008 – 09, Купър се опитва да създаде нов отбор на MLS в Сейнт Луис. Въпреки одобрените планове за стадион за изграждане на футболен комплекс Колинсвил на стойност 600 милиона долара, MLS не е впечатлен от финансовата подкрепа на офертата и предлага Купър да разшири своята група инвеститори. Вместо това, Купър стартира мъжки клуб от втора дивизия и женски професионален футболен франчайз. Сейнт Луис играе само един сезон в Дивизия 2, а Сейнт Луис Атлетика играе половината от своя втори сезон през 2010 г.
На 20 август 2019 MLS обявява, че Сейнт Луис ще стане 28-ият франчайз, който се присъединява към лигата и се очаква да започне да играе през сезон 2022. Това обаче се случва през 2023.